# Terutung Seperai
Terutung Seperai is een bestuurslaag in het regentschap Aceh Tenggara van de provincie Atjeh, Indonesië. Terutung Seperai telt 497 inwoners (volkstelling 2010).